# Olli Soinio
Olli Soinio (27 de noviembre de 1948 – 29 de noviembre de 2018) fue un director de cine, guionista, técnico de sonido y editor cinematográfico finlandés.

## Biografía
Su nombre completo era Olli Pekka Soinio, y nació en Helsinki, Finlandia. Se graduó como director en el departamento de cine y televisión de la Escuela de Arte y Diseño de la Universidad de Aalto. Empezó su carrera como técnico de sonido en las cintas de Ere Kokkonen Viu-hah hah-taja (1974) y Professori Uuno D. G. Turhapuro (1975), trabajando después en las dirigidas por Jaakko Pakkasvirta Jouluksi kotiin (1975) y Runoilija ja muusa (1978).
Posteriormente colaboró en el guion de la película de Matti Kassila Natalia (1979). Fue también guionista y ayudante de dirección en Ihmemies (1979), de Antti Peippo, y en la producción dirigida por Risto Jarva Tullivapaa avioliitto (1980). 
En 1982 dirigió su primera película, Aidankaatajat eli heidän jälkeensä vedenpaisumus, historia tragicómica de tres ancianos enfermos de cáncer, interpretados por Erkki Pajala, Martti Kainulainen y Toivo Tuomainen. La película tuvo una buena acogida por parte del público y de la crítica. 
Sin embargo, es más recordada su segunda película como realizador, Kuutamosonaatti (1988), una historia de carácter fantástico en la que actuaban Soli Labbart, Mikko Kivinen y Tiina Björkman. Soinio rodó una secuela en 1991, Kadunlakaisijat.
La tercera película dirigida por Soinio, Rölli – hirmuisia kertomuksia (1991), se basaba en un personaje creado por Allu Tuppurainen, Rölli. La cinta fue protagonizada por Sari Mällinen. Fue la última producción cinematográfica dirigida por Soinio, trabajando a partir de entonces en la dirección de producciones televisivas como Yötuuli (1991) y Pako punaisten päämajasta (2000).
Soinio fue también editor de películas de otros directores, como fue el caso de la cinta de Päivi Hartzell Lumikuningatar (1986), la de Lauri Törhönen Insiders (1989) y las de Rauni Mollberg Tuntematon sotilas (1985) y Paratiisin lapset (1994). Por Tuntemattomasta sotilaasta, Soinio recibió un premio cinematográfico estatal.
Además de su trabajo como cineasta, a partir de 2001 fue asesor de producción de la Fundación Suomen elokuvasäätiö. Por su trayectoria artística, en el año 2013 se le concedió una pensión como Artista Estatal
Olli Soinio falleció en Porvoo, Finlandia, en el año 2018.